# Aventuras en el tiempo: El final en concierto
Aventuras en el Tiempo: El Final en Concierto es un VHS del concierto de la telenovela de Televisa Aventuras en el tiempo, protagonizada por Belinda y Christopher Uckermann.

## Información
El concierto fue grabado en vivo en el Parque Fundidora en Monterrey, Nuevo León, después de que terminara la la telenovela en el mismo escenario. Además de Belinda y Christopher, cuenta con las participaciones musicales Maribel Guardia, Ernesto D'Alessio, Alessandra Rosaldo, Naydelin Navarrete, entre otros.

## Contenido
| #   | Título                 | Intérprete(s)                  | Autor                    | Compositor(es)                |  |
| --- | ---------------------- | ------------------------------ | ------------------------ | ----------------------------- |  |
| #   | Título                 | Intérprete(s)                  | Autor                    | Compositor(es)                |  |
| 01. | Opening - Cue suspenso | Locutor: Jorge A. Aguilera     | Texto: Miguel Ángel Sola |                               |  |
| 02. | Aventuras En El Tiempo | Belinda y Christopher          | Alejandro Abaroa         | Cristina Abaroa/Pablo Aguirre |  |
| 03. | Amor Primero           | Belinda y Christopher          | Alejandro Abaroa         | Alejandro Carballo            |  |
| 04. | Dame Una Seña          | Belinda                        | Alejandro Abaroa         | Cristina Abaroa/Pablo Aguirre |  |
| 05. | Para Siempre           | Maribel Guardia                | Alejandro Abaroa         | Cristina Abaroa/Pablo Aguirre |  |
| 06. | Somos Un Par De Locos  | Alessandra y Ernesto D'Alessio | Alejandro Abaroa         | Pablo Aguirre                 |  |
| 07. | Sólo Es Cosa De Bailar | Ernesto D'Alessio              | Alejandro Abaroa         | Pablo Aguirre                 |  |
| 08. | Tema De Neto           | Alex Speitzer                  | Alejandro Abaroa         | Alejandro Carballo            |  |
| 09. | Tú Eres Quien          | Ramiro Torres                  | Alejandro Abaroa         | Pablo Aguirre                 |  |
| 10. | No Es Tan Fácil        | Belinda                        | Alejandro Abaroa         | Alejandro Carballo            |  |
| 11. | Juntas Para Siempre    | Belinda                        |                          |                               |  |
| 12. | Tema De Paloma         | Naydelin Navarrete             | Alejandro Abaroa         | Alejandro Carballo            |  |
| 13. | Mi Estrella De Amor    | Christopher                    | Alejandro Abaroa         | Alejandro Carballo            |  |
| 14. | Perdóname              | Maribel Guardia                | Alejandro Abaroa         | Alejandro Carballo            |  |
| 15. | Amigos, Amigos         | Belinda y Christopher          | Alejandro Abaroa         | Cristina Abaroa/Pablo Aguirre |  |
| 16. | Si nos dejan           | Juan Pablo Gamboa y Belinda    | José Alfredo Jiménez     | José Alfredo Jiménez          |  |
| 17. | De Niña A Mujer        | Belinda                        | Alejandro Abaroa         | Cristina Abaroa/Pablo Aguirre |  |
| 18. | Bailar Contigo         | Christopher                    | Alejandro Abaroa         | Alejandro Carballo            |  |
| 19. | Todos Al Mismo Tiempo  | Belinda y Christopher          | Alejandro Abaroa         | Cristina Abaroa               |  |